# Eucalyptus roycei
Eucalyptus roycei är en myrtenväxtart som beskrevs av S.G.M. Carr D.J. Carr och Alexander Segger George. Eucalyptus roycei ingår i släktet Eucalyptus och familjen myrtenväxter. Inga underarter finns listade i Catalogue of Life.

## Bildgalleri

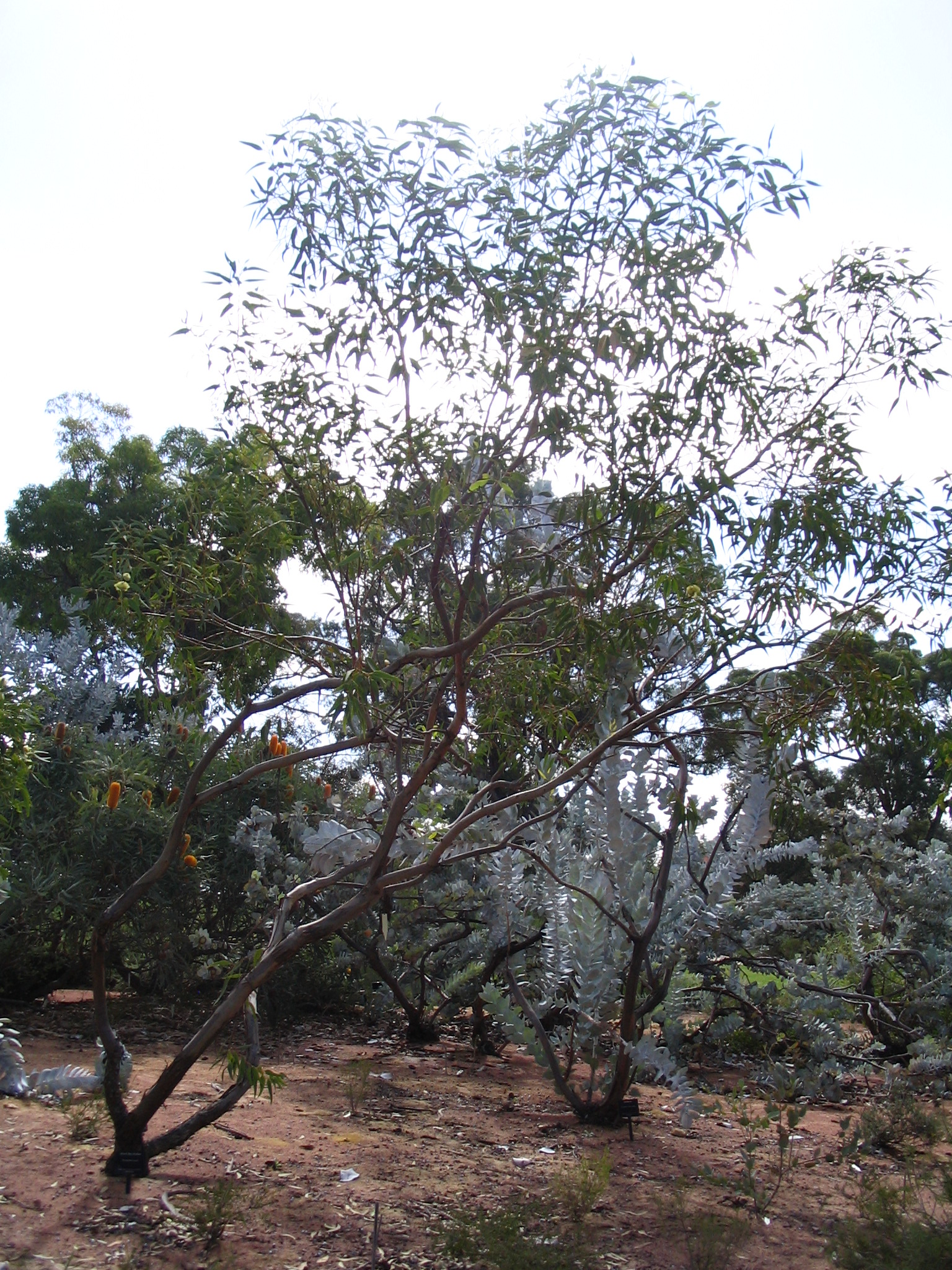